# BSまるごと大全集
『BSまるごと大全集』（ビーエスまるごと だいぜんしゅう）は、NHKBS2で放送されていたテレビ番組である。

## 概要
「たっぷり、すべて見せます」をキャッチフレーズに開発したBSならではの長時間特集番組。

## 放送リスト
| 年     | 月       | タイトル                                             |
| ------ | -------- | ---------------------------------------------------- |
| 2002年 | 3月・4月 | 永遠のヒーロー 鉄腕アトム                            |
| 2002年 | 5月      | 美空ひばり                                           |
| 2002年 | 7月      | 花の王国オランダへの招待                             |
| 2002年 | 8月      | モーニング娘。                                       |
| 2002年 | 10月     | 中国料理四千年の奥義                                 |
| 2003年 | 1月      | 完全復元満漢全席                                     |
| 2003年 | 4月      | 尾崎豊 永遠の肖像                                    |
| 2003年 | 6月      | 世紀を超えた美空ひばり                               |
| 2003年 | 12月     | 永遠のヒーロー 石原裕次郎                            |
| 2004年 | 6月      | 美空ひばり                                           |
| 2004年 | 12月     | 生放送!シンガーソングライター不滅の名曲集            |
| 2005年 | 2月      | プレイバック!全米ヒット・チャートNo.1 - 50's〜90's - |
| 2005年 | 6月      | 美空ひばり 日本のこころ                              |
| 2005年 | 7月30日  | BSまるごと寅さん大全集                               |
| 2006年 | 6月      | 永遠の歌姫 美空ひばり                                |
| 2006年 | 12月     | 日本のフォーク&ロック大全集                          |
| 2007年 | 3月      | 伝説のロック・全米ベストヒット                       |
| 2007年 | 6月      | 昭和の歌姫・美空ひばり                               |
| 2007年 | 9月      | 坂本九                                               |
| 2007年 | 12月     | 日本のフォーク&ロック                                |
| 2008年 | 6月      | 昭和の歌姫・美空ひばり                               |
| 2008年 | 8月      | 作詞家阿久悠の世界 時代を作り、時代を紡いだ歌        |
| 2009年 | 1月      | 日本のフォーク&ロック大全集                          |
| 2009年 | 6月      | 永遠の歌姫 美空ひばり 20年の歳月を越えて             |
| 2009年 | 11月     | ちあきなおみ                                         |